# Koninklijke Van Gorcum
Koninklijke Van Gorcum B.V. is een uitgeverij van boeken, tijdschriften en digitale producten voor hbo studenten, professionals en liefhebbers van regionale cultuur en geschiedenis. Het bedrijf in Assen bestaat al meer dan 200 jaar: 29 oktober 1800 wordt als startdatum beschouwd. Op die dag adverteerde Claas van Gorcum in de Leeuwarder Courant als boekdrukker en boekverkoper in Sneek. In 1816 vertrok Claas van Gorcum naar Assen om Provinciaal Drukker te worden. Het bedrijf groeide uit tot grote landelijke speler op zowel het vlak van uitgeven als drukken en als leverancier van schoolbenodigdheden. In de zestiger jaren waren 185 mensen werkzaam bij het bedrijf. De boekhandel werd in 1962 beëindigd. Tot 2014 bestond Koninklijke Van Gorcum uit een drukkerij en een uitgeverij. In oktober 2014 werd de drukkerij samengevoegd met Veldhuis Media. De uitgeverij ging zelfstandig verder en richt zich met haar uitgaven vooral op hbo studenten en professionals op het vlak van Jeugdzorg, Zorg & Welzijn, Management & Communicatie, en Onderwijs. Voor schooldirecteuren en stichtingsbesturen in het primair onderwijs worden digitale tools ontwikkeld waarmee zij hun scholen kunnen sturen op bijvoorbeeld het vlak van kwaliteitszorg en het maken van beleidsplannen. In het fonds Cultuur & Historie worden publieksboeken uitgegeven over de geschiedenis van Drenthe en Noord-Nederland. Daarnaast worden series gepubliceerd met muziek biografieën, archeologie en boeken over de Tweede Wereldoorlog.
Ter gelegenheid van het 150-jarig bestaan in 1950 kreeg Van Gorcum het predicaat Koninklijk. Na een korte periode in Engelse handen te zijn geweest, waarbij het predicaat werd verloren, is in 2000, bij het vieren van het 200-jarig bestaan, het predicaat Koninklijke opnieuw toegekend. Ter gelegenheid van het 200-jarig bestaan van het bedrijf werd in 2000 het boek Overdracht van meer dan letters...Van Gorcum 1800 - 2000 uitgegeven.
Lange tijd was Koninklijke Van Gorcum gevestigd aan De Brink in Assen. In 1965 vertrok het bedrijf naar het eerste industrieterrein aan de rand van de stad, het Stadsbedrijvenpark. Het pand van Koninklijke Van Gorcum werd gebouwd in 1964-1965 naar een ontwerp van het architectenbureau Nijenhuis en Ebbinge. Het is een provinciaal monument.
Na de verkoop van de drukkerij werd het pand aan de Industrieweg verkocht en vond in oktober 2017 de verhuizing naar Oostersingel 11 in Assen plaats.
Hoewel er al vele jaren geen Van Gorcum-nazaat meer aan het bedrijf is verbonden, heeft het bedrijf altijd het karakter van het familiebedrijf behouden. Altijd onder een eenhoofdige leiding en eigendom. Gerard Prakke verkocht het bedrijf in 1978 aan Gerrit Vlieghuis. In 1995 verkocht hij het aan een van de zittende adjunct-directeuren Louwe Dijkema. Hij maakte in 2009 een vergelijkbare stap en verkocht het bedrijf aan de adjunct-directeur Kor IJszenga.

## Vignet
Een vroegere naam (omstreeks 1960) van het bedrijf is Van Gorcum & Comp. N.V. - Dr. H.J. Prakke & H.M.G. Prakke, Aan den Brink, Assen. Boekwerken uit die tijd dragen op het titelblad het vignet van de uitgeverij: een kroon boven de initialen V G C van de uitgeverij met als randschrift de zinspreuk Vol Goede Couragie, waarin dezelfde initialen terugkomen.